# دودمان بورجا
خاندان بورجا (به ایتالیایی: Borgia)(به اسپانیایی: Borja) خاندانی کاتالان و از خویشاوندان خاندان سلطنتی والنسیا بودند که اصالتی یهودی داشتند. این خاندان به دست آلفونسو د بورجا (پاپ کالیکتوس سوم) به رسمیت رسید و برای مدتی از خاندان‌های قدرتمند اروپایی بود. اوج این خاندان در دوران پاپ الکساندر ششم و پسرش چزاره بورجا بود که به فتوحات زیادی نائل شدند. از مناطق مهمی که این خاندان بر آن حکومت می‌کردند می‌توان به گاندیا و والنتینو و اسکولاچه اشاره کرد. این خاندان در دو دوره بر ایالات پاپی حاکم بودند و همچنین چزاره بورجیا هم به مدت ۶ سال بر بخش بزرگی از ایتالیای امروزی حکومت می‌کرد.

## نگارخانه

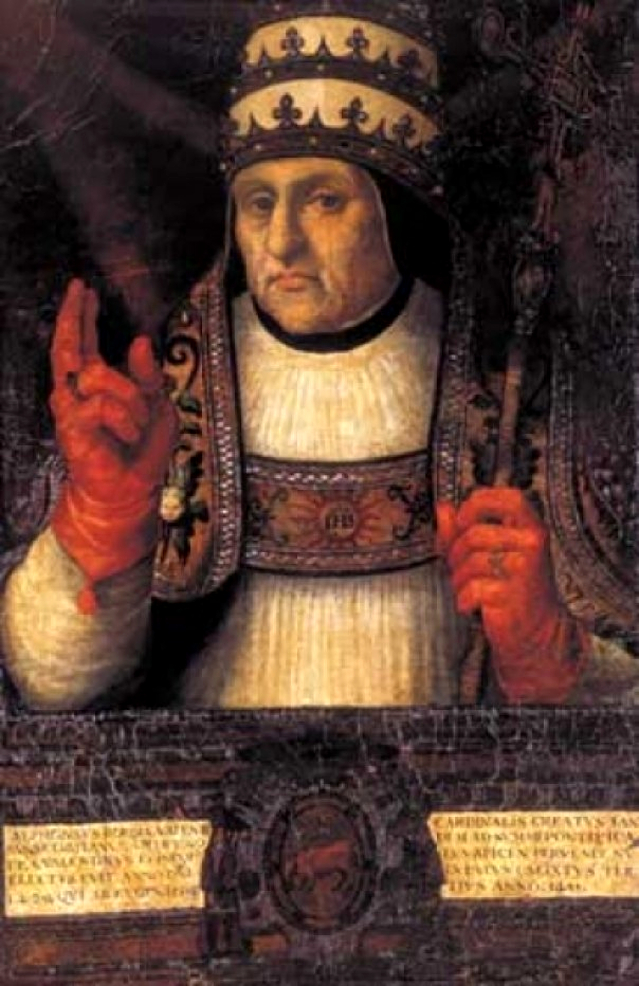
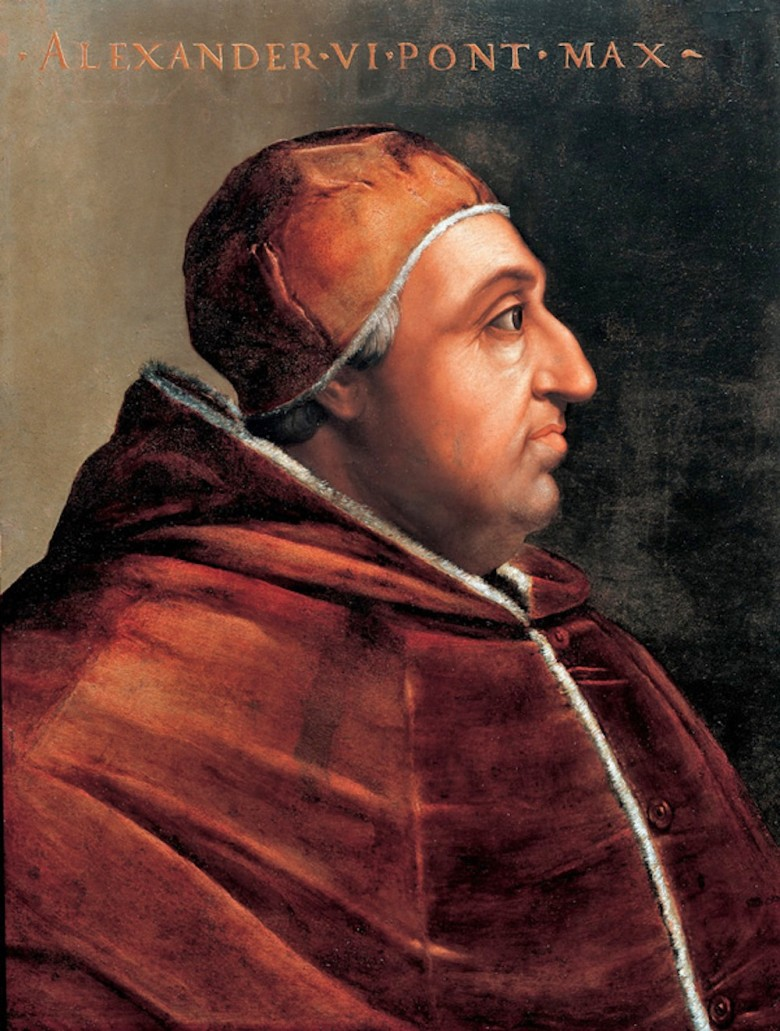
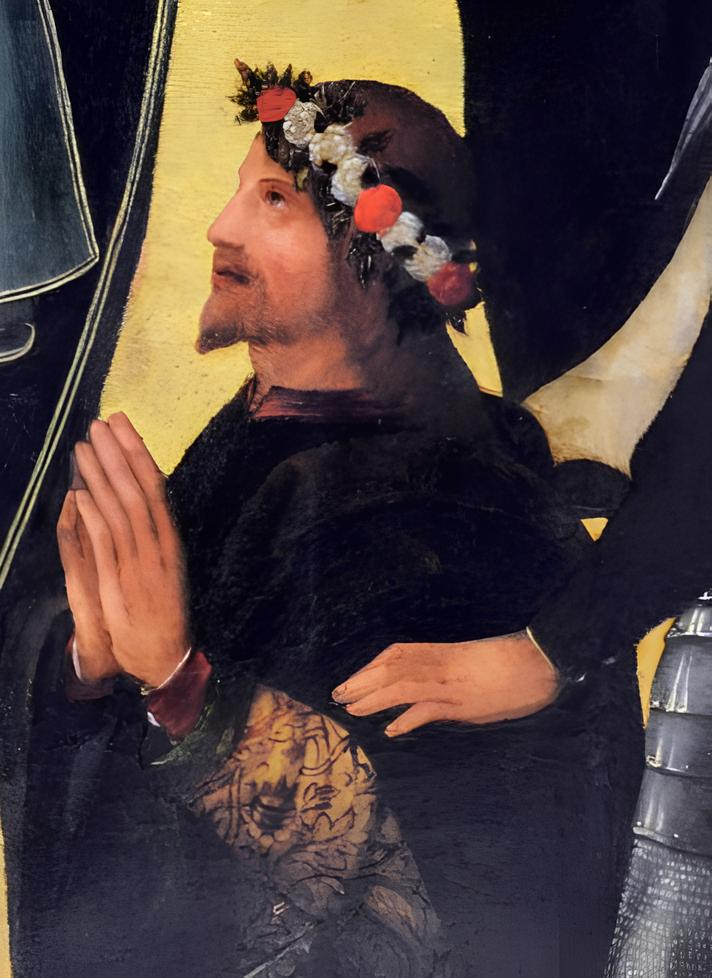
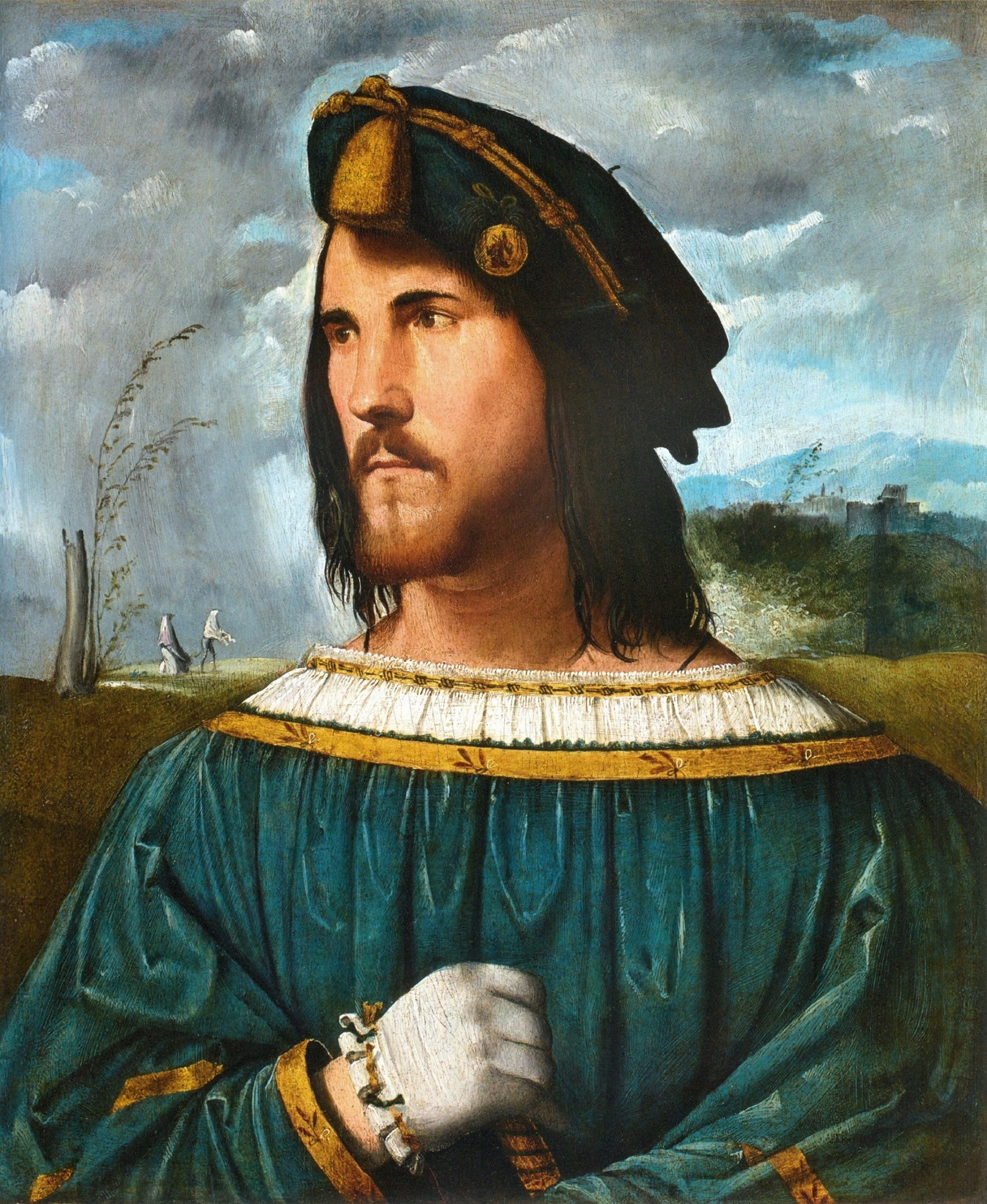
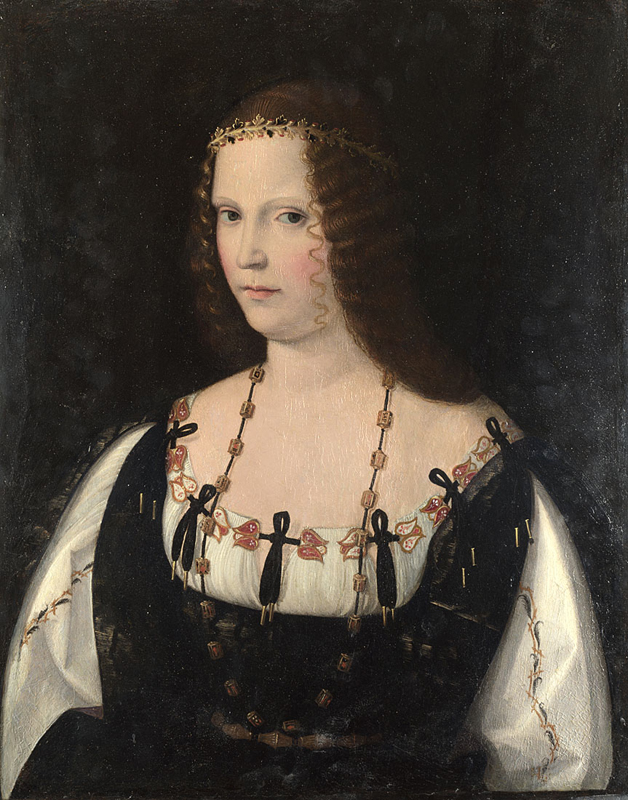
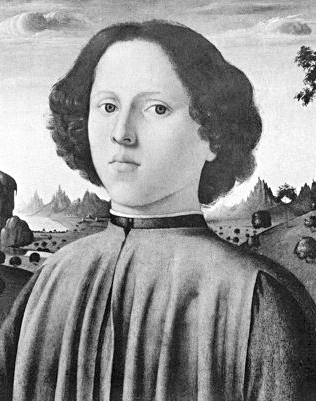
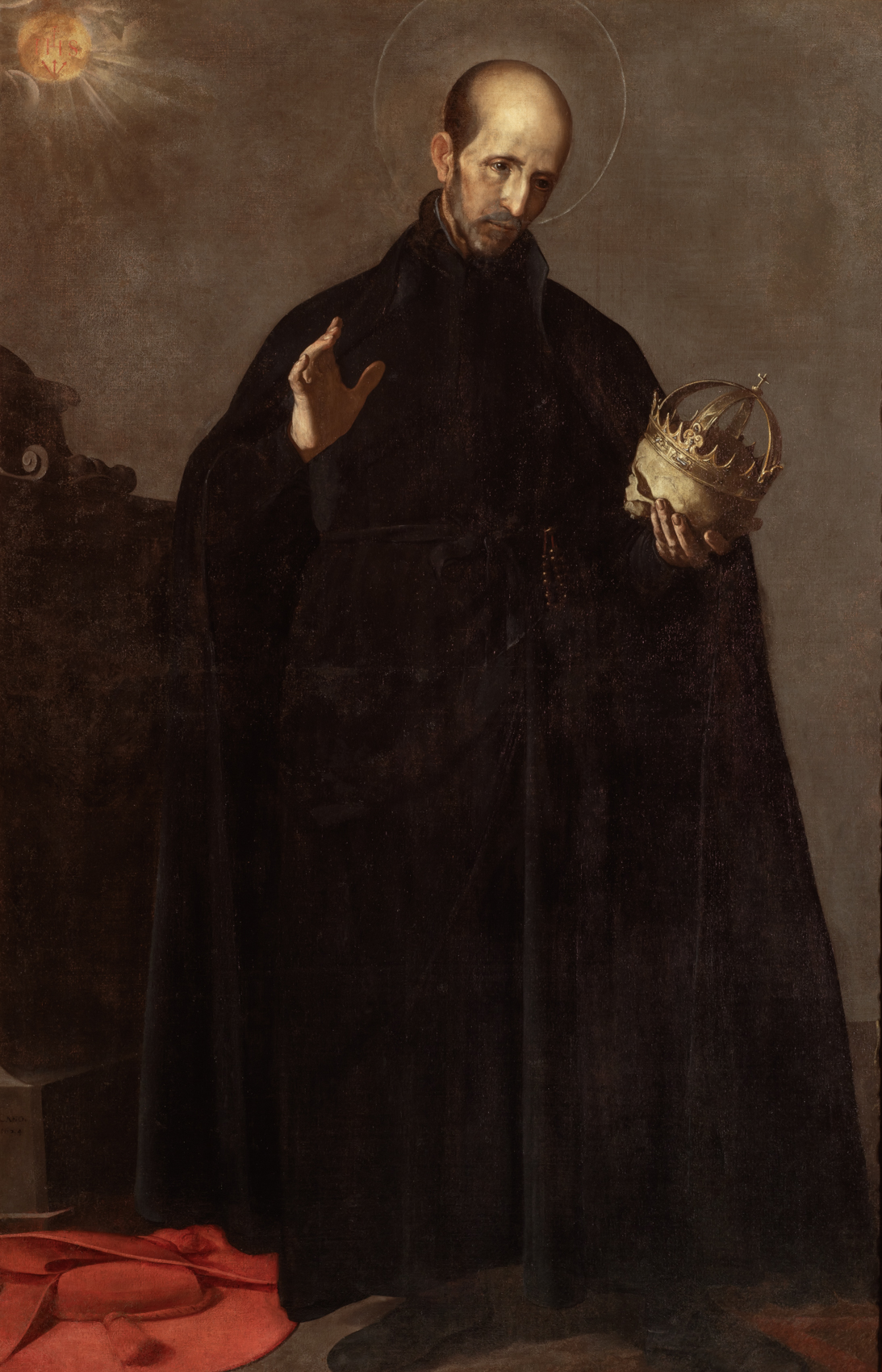
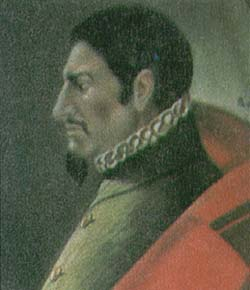
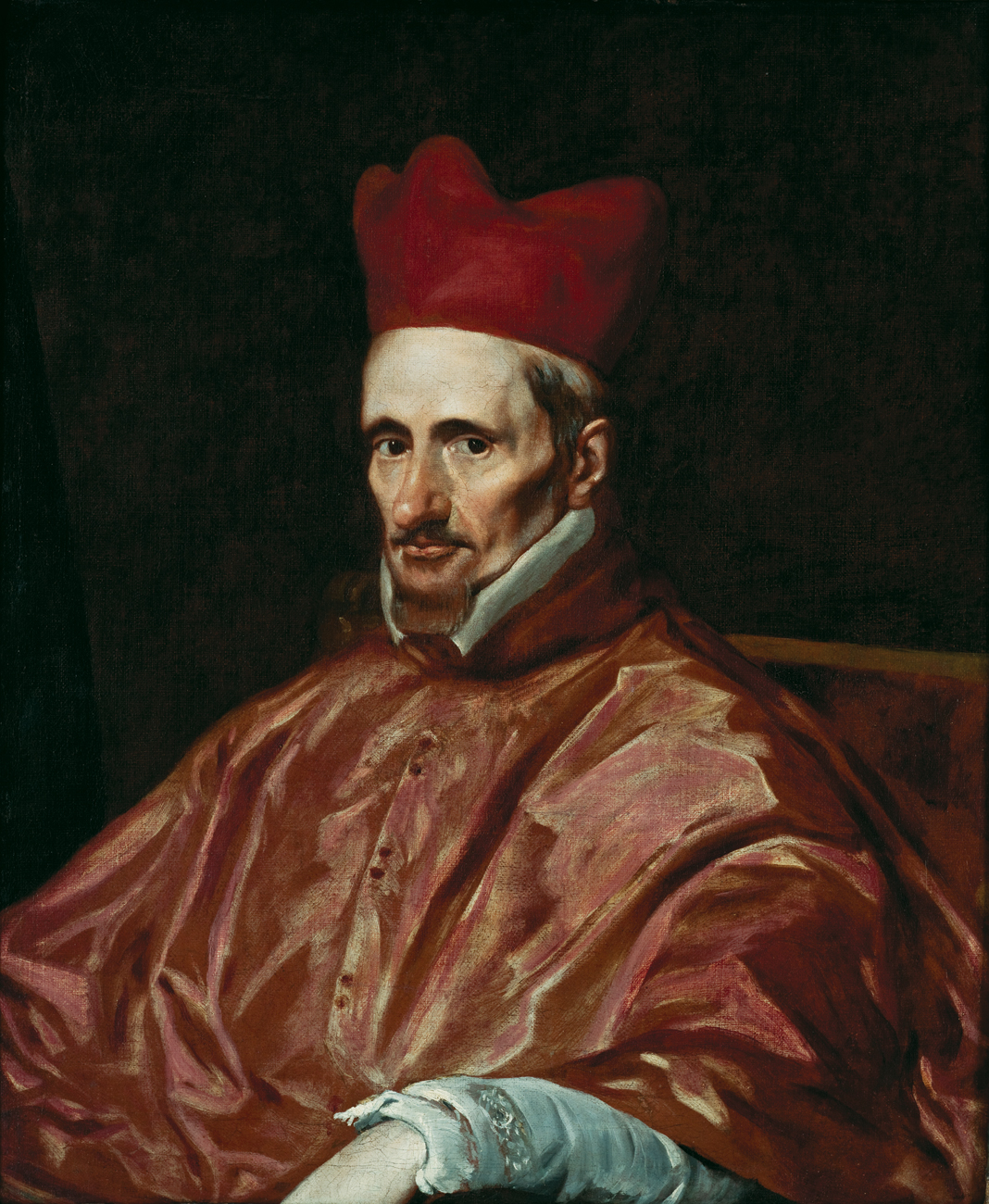
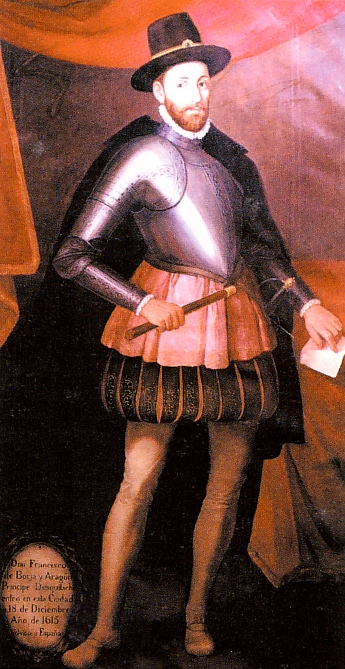